# Jingpho-Sak-Sprachen
Die Jingpho-Sak-Sprachen oder Kachin-Luisch-Sprachen bilden eine Untereinheit der Bodo-Konyak-Jingpho-Sprachen, die zu den tibetobirmanischen Sprachen gehören, einem Primärzweig des Sinotibetischen. Die fünf Jingpho-Sak-Sprachen werden von 1,1 Millionen Menschen in Nordost-Indien, in Bangladesch, in Birma und Süd-China gesprochen. Die größte Einzelsprache ist das Jingpho oder Kachin mit 950.000 Sprechern. Das Jinghpo-Sak oder Kachin-Luisch gliedert sich in Jingpho (Kachin) und Sak (Luisch).

## Bodo-Koch innerhalb des Sinotibetischen
- Sinotibetisch
  - Tibetobirmanisch
    - Bodo-Konyak-Jingpho
      - Bodo-Koch (Barisch)
      - Konyak-Naga (Nord-Naga)
      - Jingpho-Sak (Kachin-Luisch)

## Interne Klassifikation und Sprecherzahlen
- Jingpho-Sak oder Kachin-Luisch
  - Jingpho oder Kachin
    - Jingpho (Kachin) (950 Tsd.)   Dialekte: Hkaku, Kauri, Dzili; Enkun, Shidan
    - Singpho (3 Tsd.)
    - Taman (10 Tsd.)

  - Sak oder Kadu oder Luisch
    - Kadu (Kado, Sak) (90 Tsd.)
    - Ganan (Ganaan) (40 Tsd.)
    - Ausgestorben:  Chakma (Chakpa), Sengmai, Andro, Phayeng

Klassifikation und Sprecherzahlen nach dem angegebenen Weblink.

### Jingpho-Sak-Sprachen
- Robbins Burling: The Tibeto-Burman Languages of Northeastern India. In: G. Thurgood, R. J. LaPolla: The Sino-Tibetan Languages. 2003.
- Dai Qingxia, Lon Diehl: Jingpho. In: G. Thurgood, R. J. LaPolla: The Sino-Tibetan Languages. 2003.

### Tibetobirmanisch
- Christopher I. Beckwith (Hrsg.): Medieval Tibeto-Burman Languages. Brill, Leiden / Boston / Köln 2002.
- Paul K. Benedict: Sino-Tibetan. A Conspectus. Cambridge University Press, 1972.
- Scott DeLancey: Sino-Tibetan Languages. In: Bernard Comrie (Hrsg.): The World's Major Languages. Oxford University Press, 1990.
- Austin Hale: Research on Tibeto-Burman Languages. Mouton, Berlin / New York / Amsterdam 1982.
- James A. Matisoff: Handbook of Proto-Tibeto-Burman. University of California Press, 2003.
- Anju Saxena (Hrsg.): Himalayan Languages. Mouton de Gruyter, Berlin / New York 2004.
- Graham Thurgood, Randy J. LaPolla: The Sino-Tibetan Languages. Routledge, London 2003, ISBN 0-7007-1129-5.
- George Van Driem: Languages of the Himalayas. Brill, Leiden 2001.